# Knud Wolff-Sneedorff
Knud Wolff-Sneedorff (født 8. februar 1888 på Grevensvænge, død 13. februar 1958) var en dansk godsejer og hofjægermester.
Han var søn af hofjægermester Gerner Wolff-Sneedorff og hustru Louise født Bornemann, blev student fra Herlufsholm 1908, fik en landvæsensuddannelse, blev forpagter af fædrenegodset Engelholm 1915 og var ejer af Engelholm 1925-56 og af Grevensvænge 1931-53. Han var besidder af det 3. Raben-Levetzaus Bornemannske fideikommis.
Wolff-Sneedorff var også formand for tilsynsrådet for Sparekassen for Præstø By og Omegn, medlem af repræsentantskabet for Næstved-Præstø-Mern Jernbaneselskab, repræsentant i Dansk Jagtforening for Præstø politikreds og medlem af Snesere Sogneråd 1943-46.
Han blev gift 10. marts 1915 med Marie Louise Lassen (26. marts 1887 i Kollerup - 1934), datter af provst A. Lassen (død 1924) og hustru Marie født Friderichsen (død 1934).